# Plimsoll

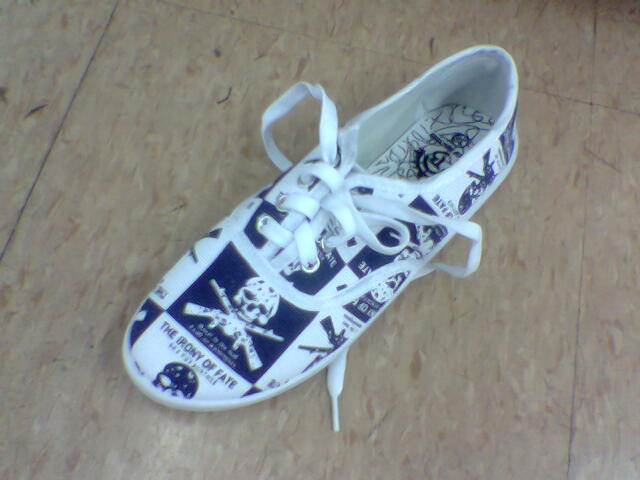
Plimsoll adulto

Um tênis plimsoll é um tipo de calçado esportivo feito de lona na parte superior e com uma sola de borracha. Desenvolvido como um acessório de praia em 1830 pela Liverpool Rubber Company (posteriormente chamada de Dunlop), o plimsoll foi, e ainda é em algumas partes da Inglaterra, chamado de “sand shoe” (do inglês, “tênis” de ou da areia”). O nome atual veio apenas nos anos 1870 por causa da banda colorida que junta o cabedal (veja em “Partes de um sneaker” no artigo "sneakerhead") com a sola. Isso porque era parecida com a Plimsoll Line (do inglês “Linha Plimsoll”) no casco dos barcos. A Plimsoll Line era uma marcação que assinalava o limite de elevação da água em relação ao casco da embarcação. O mesmo se aplicava ao tênis, visto que se a água ultrapassasse aquela banda de borracha, o calçado ficaria molhado.
Ele foi usado geralmente como uma forma de punição física na comunidade britânica, onde ele era parte do uniforme escolar de muitas instituições de ensino. Plimsoll também é um sinônimo de chinelo. Suas cores básicas eram, inicialmente, preto ou branco com detalhes em marrom.

## O plimsoll atualmente
O uso do plimsoll, de forma geral, está caindo. No entanto, ele se tornou um ícone de muitas gerações e gêneros musicais, incluindo o grunge, o hip hop, o emo e o gangsta rap. No início de 2008 o plimsoll ganhou fama fashion no interior do Reino Unido com muitas celebridades como Pete Doherty e outras estrelas indies ou emos influenciando sua volta. Ele foi popularmente usado com calças de jeans apertadas.

## Curiosidades
Na série de ficção científica Doctor Who, da BBC, o personagem Tenth Doctor usa plimsolls. Ele se refere a eles como “daps” no episódio “The Sontaran Stratagem”. 
Na maior parte da América do Norte inglesa, os plimsolls são tratados como sneakers, dependendo do dialeto regional.
Na Austrália ele ainda é chamado de “sandshoe”, assim como o calçado similar Dunlop Volley.
No Reino Unido usar os plimsolls nas aulas de Educação Física na escola era obrigatório e hoje ele continua popularmente conhecido como plimsoll ou pump (do inglês “bomba”, traduzido para o português como “sapatos escarpã”). Na Irlanda setentrional e na Escócia ocidental esses tênis são usualmente conhecidos como “gutties” (sem tradução para o português). Em partes da Inglaterra meridional e no País de Gales os plimsolls são chamados de “daps” ou “dappers”, que literalmente poderiam ser traduzidos, respectivamente, como “saltos” ou “saltadores”.  No entanto, a explicação mais difundida reza que esse apelido foi tirado de um logotipo de uma fábrica, a “Dunlop Athletic Plimsoles” que era chamada de “Fábrica Dap”. No entanto, isso parece improvável visto que a primeira citação no Dicionário Inglês Oxford de “dap” como um tênis de sola de borracha foi em março de 1924. O termo foi usado no jornal “Western Daily Press”.
Na África do Sul esses tênis são chamados de “tekkies” e na África oriental “tackies” (provavelmente significando “movimento em zigue-zague”), alegadamente porque é assim que a borracha se comporta quando exposta por um longo período ao Sol.
Na Índia, os plimsolls brancos são frequentemente usados pelas crianças em idade escolar e são conhecidos como “keds”. A versão marrom é usada pela maioria das unidades policiais e militares como um calçado de treinamento físico. Eles também são parte do uniforme de um soldado indiano.